# 新巴95A線
新巴95A線是香港一條由鴨脷洲工業區、海怡半島、鴨脷洲邨來往香港仔的已停辦巴士路線，是中巴配合利南道工業區發展而開辦的，但是香港的工業日漸式微，以致本線的客量稀少，主要是服務海怡半島及鴨脷洲邨等待595線的乘客使用。

## 歷史
- 1992年3月30日，投入服務，由中華巴士營辦。
- 1993年5月1日，往香港仔方向繞經海怡半島。
- 1998年9月1日，中華巴士專營權結束後改由新巴接辦。
- 2002年12月16日，本線永久停駛，與95線合併。

## 行車資料

### 行車路線
香港仔開途經：香港仔大道，洛陽街，東勝道，香港仔大道，鴨脷洲橋道，鴨脷洲邨巴士總站，鴨脷洲橋道，利南道，利興街，利景街。
鴨脷洲（利南道工業區）途經：利景街，利南道，怡南道，海怡路，鴨脷洲橋道，香港仔海旁道，天橋，香港仔大道，香港仔海旁道。

### 車站一覽
以現時新巴車站命名為準。
| 鴨脷洲方向 | 鴨脷洲方向             | 鴨脷洲方向 | 香港仔方向 | 香港仔方向             | 香港仔方向   |
| 車站       | 車站名稱               | 位置       | 車站       | 車站名稱               | 位置         |
| ---------- | ---------------------- | ---------- | ---------- | ---------------------- | ------------ |
| 1          | 香港仔巴士總站         | 湖南街     | 1          | 鴨脷洲（利南道工業區） | 利景街       |
| 2          | 漁暉道                 | 香港仔大道 | 2          | 大昌行                 | 利南道       |
| 3          | 業漁大廈               | 香港仔大道 | 3          | 污水處理廠             | 利南道       |
| 4          | 鴨脷洲徑               | 鴨脷洲橋道 | 4          | 蜆殼油站               | 利南道       |
| 5          | 利枝道                 | 鴨脷洲橋道 | 5          | 美暉閣                 | 海怡路       |
| 6          | 鴨脷洲邨巴士總站       | 鴨脷洲橋道 | 6          | 海韻閣                 | 海怡路       |
| 7          | 御庭園                 | 利南道     | 7          | 利澤樓                 | 鴨脷洲橋道   |
| 8          | 污水處理廠             | 利南道     | 8          | 鴨脷洲邨巴士總站       | 鴨脷洲橋道   |
| 9          | 海怡工貿中心           | 利南道     | 9          | 利枝道                 | 鴨脷洲橋道   |
| 10         | 鴨脷洲（利南道工業區） | 利景街     | 10         | 鴨脷洲徑               | 鴨脷洲橋道   |
|            |                        |            | 11         | 逸港居                 | 香港仔海旁道 |
|            |                        |            | 12         | 香港仔海濱公園         | 香港仔海旁道 |
|            |                        |            | 13         | 香港仔市政大廈         | 香港仔大道   |
|            |                        |            | 14         | 香港仔巴士總站         | 湖南街       |

- 本車站一覽表以2002年12月16日取消前為準，資料參考於  （页面存档备份，存于）（停站）及  （页面存档备份，存于）（車站名稱）

## 使用車輛
95A線取消前，行駛於95A線的巴士多為丹尼士飛鏢（DC）。

## 服務時間
- 每日
  - 香港仔開：0645-0900、1115-1400、1720-1920，15-30分鐘一班
  - 鴨脷洲（利南道工業區）開：1100-1345、1705-1935，15-30分鐘一班

### 時間表
| 香港仔開 | 香港仔開  | 香港仔開     |
| -------- | --------- | ------------ |
| 服務日期 | 服務時間  | 班次（分鐘） |
| 每日     | 0645-0900 | 15           |
|          | 1115-1400 | 15/30        |
|          | 1720-1920 | 30           |
| 鴨脷洲開 |           |              |
| 每日     | 1100-1345 | 15/30        |
|          | 1705-1935 | 30           |

- 本時間表以2002年12月16日取消前為準，資料參考於  （页面存档备份，存于）

## 車費
| 香港仔開               | 香港仔開               |
| ---------------------- | ---------------------- |
| 香港仔                 |                        |
| HK$3.00                | 鴨脷洲（利南道工業區） |
| 香港仔開               |                        |
| 鴨脷洲（利南道工業區） |                        |
| HK$3.00                | 香港仔                 |

- 全程：HK$3.00

此線設12歲以下小童及65歲或以上長者半價優惠，此線所有巴士均接受八達通卡付款，上車付款、不設找續。

## 外部連結
- 新巴/城巴網站 （页面存档备份，存于）